# 音樂會

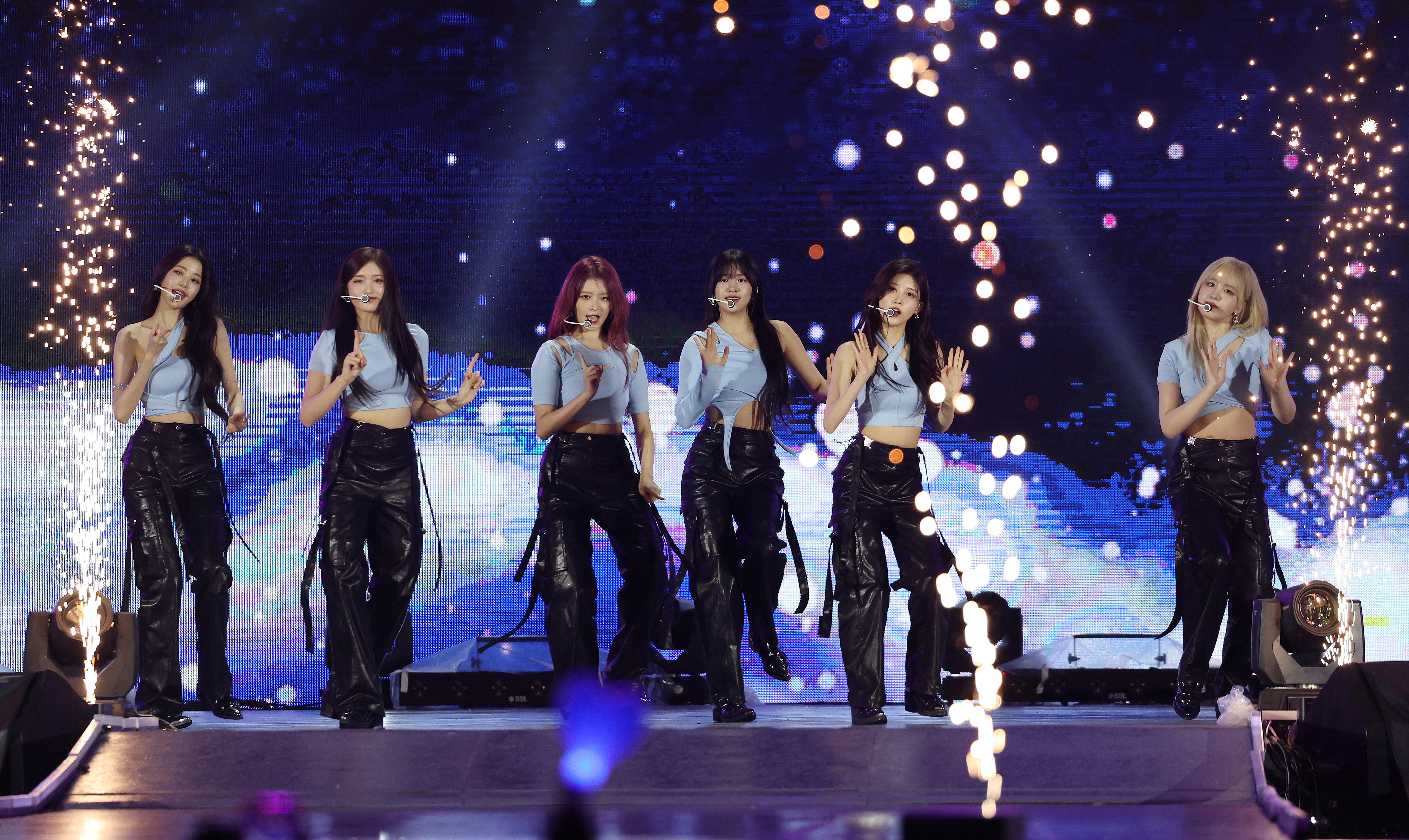
韓國明星IVE演唱會

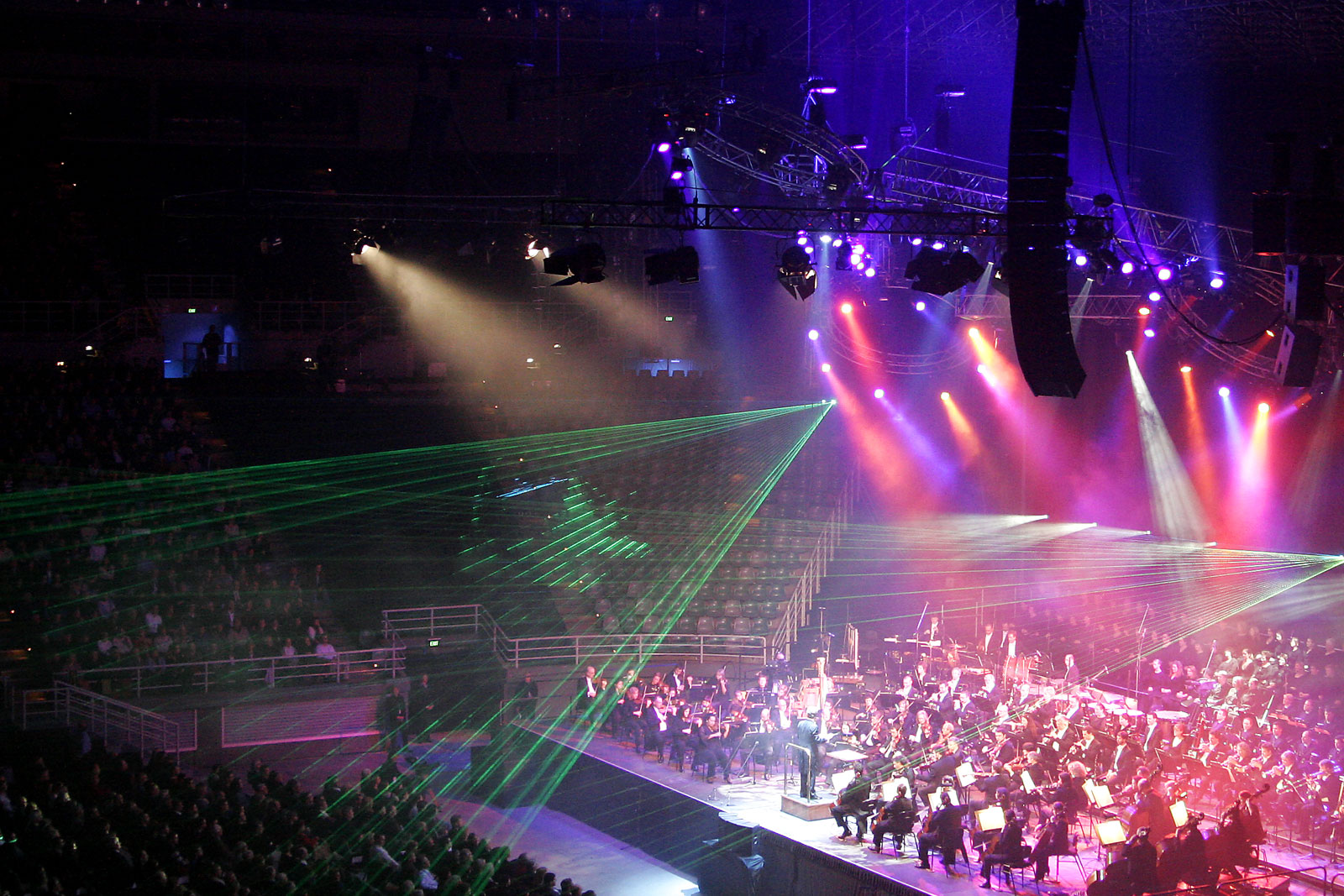
演唱會是音樂人的主要收入來源

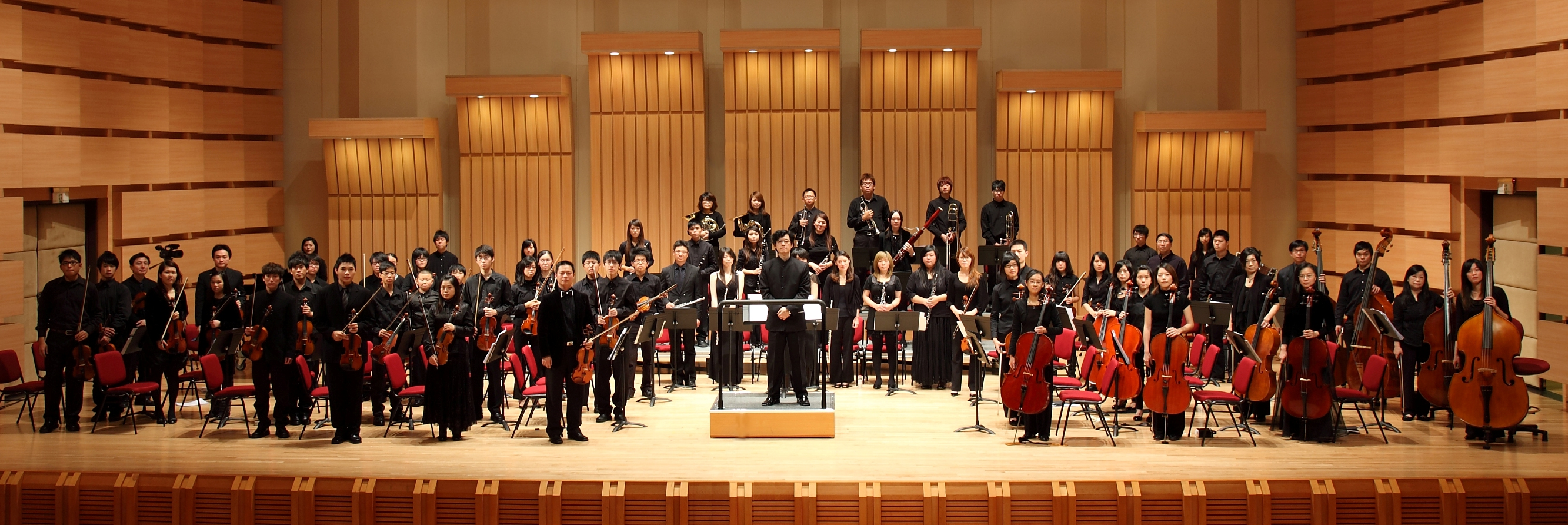
管弦樂團

音樂會、演奏會或演唱會，是指直接面對觀眾的現場音樂表演。音樂可以是由單獨的音樂人所表演或是音樂團體的集體演出，像是管弦樂團、合唱團等。音樂會的通俗稱號也叫「show」與「gig」。音樂會可於夜總會、體育館、音樂廳或戶外空間等場地舉辦。音樂家通常是在舞台上表演。
一般來說參加音樂會是要收費的，門票收益通常用來支付音樂團體、場地所有權人、及其他參與的工作人員，在一些特別情況下，門票收益會捐給慈善機構。請參考Live Aid。

## Live音乐会
Live是一种现场音乐会的形式，歌手在台上演唱，观众站在台下欣赏。因为是站着所以占地面积相对较小，而且大部分观众都可以和歌手近距离接触，同时也比较容易调动观众情绪。并不像通常的音乐会不许喧哗，相反地，观众可以尽情释放自己的情绪（当然在不影響他人的情况下），另外一般的LIVE不允许携带饮料。
在日語，「Live」（ライブ）經常用來指稱流行音樂領域的音樂會，等同於漢語說的演唱會。

## 群星音乐会
群星音乐会，又称拼盘音乐会。此类音乐会与包含嘉宾的音乐会不同，包含嘉宾的音乐会通常只有主演和少数嘉宾。但群星音乐会包含的乐手通常较多，且有明确的首发阵容。不同于音乐竞赛，群星音乐会每位乐手、乐队不存在竞争关系，所有参演个体，演绎的权利是平等的，但演绎时间、曲目数量可以存在差异。不同于音乐节，群星音乐会主体属于音乐会本身。

## 音乐节
音樂節，又稱音樂祭，是一種以音樂為主题的節慶，通常在戶外舉行，有時會有特定的主題，例如特定的音樂流派（包括搖滾音樂節、电子音乐节）。不同于群星音乐会，音乐节主体通常是企业而非表演者、场地通常是公园、度假区而非体育馆、体育场、LiveHouse。

## 音乐竞赛
音乐竞赛、例如超级女声、快乐男声、中国好声音。此类音乐会由于选手需要进行博弈，往往没有确定的阵容与音乐曲目，乐手也通常会因为应对博弈而无法尽态极妍地展现自我。此外，乐手在此不享有任何版权，往往在参赛前夕，乐手会被要求签署肖像权让渡协议、版权让渡协议。